# You Need a Budget
You Need a Budget (YNAB) ist eine persönliche Finanzsoftware, die auf der Idee basiert, dass das monatlich verfügbare Ausgabenbudget in verschiedene Kategorien aufgeteilt wird (Envelope-Methode).

## Versionen
Die neueste Version wurde am 30. Dezember 2015 unter dem Namen „The New YNAB“ („Das neue YNAB“) als webbasierte Anwendung veröffentlicht. Für die neue Version wurden zusätzliche Apps für Android, iPhone und iPad entwickelt. Neue Funktionen der webbasierten Version umfassen unter anderem die Möglichkeit, eigene Ziele für einzelne Kategorien zu erstellen.
YNAB 4 ist verfügbar für OS X und Windows. Die ersten Versionen von YNAB basierten auf der Microsoft Excel Tabellenkalkulation.
Seit 2010 gibt es auch eine App für iOS. Die iPhone-Version wurde in den letzten Jahren sukzessive ausgebaut und in ihrem Funktionsumfang stark erweitert. Neben der Erfassung von Einnahmen und Ausgaben, ist mittlerweile die Verwaltung des Budgets nahezu uneingeschränkt möglich. Die iPad-Version bietet ebenfalls nahezu alle Funktionen der Webseite an, wenn auch in einem größeren Format. Dennoch wird häufig empfohlen, gerade die initiale Erstellung eines Budgets über die Webseite durchzuführen.
Für Android-Geräte ist seit 2011 ebenfalls eine App verfügbar.